# Stefania Turkewich
Stefania Turkewich (ucraïnès: Стефанія Іванівна Туркевич-Лукіянович)  (Lviv, 25 d'abril de 1898 - Cambridge, 8 d'abril de 1977), nascuda Stefània Ivànivna-Turkèvitx, ucraïnès: Стефа́нія Іванівна Туркевич, des del 1937 Lukianòvitx, ucraïnès: Лукіяно́вич, fou una compositora, pianista i musicòloga ucraïnesa, reconeguda com la primera dona compositora d'Ucraïna. Els soviètics van prohibir les seves obres a Ucraïna.

## Infància
L'avi de Stefania (Lev Turkèvitx) i el seu pare (Ivan Turkèvitx) eren sacerdots. La seva mare Sofia Kormoixiv (Кормошів) era pianista i va estudiar amb Karol Mikuli i Vilém Kurz, i també va acompanyar la jove Solomia Kruixelnitska. Tota la família era musical i tothom tocava un instrument. Stefania tocava el piano, l'arpa i l'harmònium. Més tard, la compositora va recordar la seva infantesa i el seu amor per la música:
| « | <Al centre de tot hi havia la meva mare, que tocava un piano meravellós. De petita, m'agradava molt escoltar-la tocar. Després, vam començar una orquestra de saló a casa nostra. Vam tocar així: el pare, al baix ..., la meva mare al piano, (Льоньо) Lyonyo al violoncel, jo a l'harmònium, (Марійка і Зенко) Marika i Zenko...als violins. El pare també va crear un cor familiar. Aquests van ser els nostres primers passos cap al món de la música. El pare mai va escatimar diners ni va excusar quan es tractava de la nostra vida musical.> | » |

## Estudis
Stefania va començar els seus estudis musicals amb Vassil Barvinski. Del 1914 al 1916, va estudiar a Viena com a pianista amb Vilém Kurz. Després de la Primera Guerra Mundial, va estudiar amb Adolf Chybiński a la Universitat de Lviv, i també va assistir a les seves conferències sobre teoria musical al Conservatori de Lviv.
El 1919 va escriure la seva primera obra musical: La litúrgia (Літургію), que es va representar diverses vegades a la catedral de Sant Jordi de Lviv. El 1921 va estudiar amb Guido Adler a la Universitat de Viena i Joseph Marx a la Universitat de Música i Arts Escèniques de Viena, de la qual es va graduar el 1923 amb el diploma de professor.
El 1925 es va casar amb Robert Lisovskyi i va viatjar amb ell a Berlín on va viure del 1927 al 1930 i va estudiar amb Arnold Schönberg i Franz Schreker. Durant aquest període, el 1927, va néixer la seva filla Zoya (Зоя).
El 1930 va viatjar a Praga a Txecoslovàquia, va estudiar amb Zdeněk Nejedlý a la Universitat Carolina de Praga i amb Otakar Šín al Conservatori de Praga. També va estudiar composició amb Vítězslav Novák a l'acadèmia de música. A la tardor de 1933 va ensenyar piano i es va convertir en acompanyant al Conservatori de Praga. El 1934 va defensar la seva tesi doctoral sobre el tema del folklore ucraïnès en les òperes russes. Es va doctorar en musicologia el 1934 per la Universitat Lliure d'Ucraïna a Praga. Es va convertir en la primera dona de la Galítsia (que llavors formava part de Polònia) que va obtenir un doctorat.
Tornant a Lviv, des del 1934 fins al començament de la Segona Guerra Mundial, va treballar com a professora de teoria musical i piano al Conservatori de Lviv i es va convertir en membre de la Unió de Músics Professionals d'Ucraïna.

## Segona Guerra Mundial
A la tardor de 1939, després de l'ocupació soviètica d'Ucraïna occidental, Stefania va treballar com a tutora i concertista a l'Òpera de Lviv i, de 1940 a 1941, va ser professora associada al Conservatori de Lviv. Després del tancament del Conservatori, amb l'ocupació alemanya, va continuar donant classes a l'Escola Musical Estatal. A la primavera de 1944 va deixar Lviv cap a Viena. Fugint dels soviètics, el 1946, es va traslladar al sud d'Àustria i d'allà a Itàlia, on el seu segon marit, Nartsiz Lukiànovitx, era metge sota el comandament britànic.

## Anglaterra
A la tardor de 1946, Stefania es va traslladar al Regne Unit i va viure a Brighton (1947–1951), Londres (1951–1952), Barrow Gurney (a prop de Bristol) (1952–1962), Belfast (Irlanda del Nord) (1962–1973), i Cambridge (de 1973).
A finals dels anys 40, va tornar a la composició. De tant en tant actuava de nou com a pianista, en particular el 1957 en una sèrie de concerts a comunitats ucraïneses a Anglaterra i el 1959 en un concert de música de piano a Bristol. Va ser membre de la Societat Britànica de Dones-Compositores i Músiques (que va existir fins al 1972).

La seva òpera Oksana's Heart es va representar Winnipeg (Canadà) el 1970 al "Centennial Concert Hall", sota la direcció artística de la seva germana Irena Turkevycz-Martynec. Programa:
| « | Centennial Concert Hall - Diumenge a les 19:30: el Teatre Infantil Ucraïnès presenta Heart of Oksana, una òpera de Stefania Turkevich-Lukianovich, que és la història d'una nena que es troba amb figures mitològiques en un bosc encantat mentre busca els seus germans perduts. | » |

## Llegat
Les seves composicions són modernes, però recorden les cançons populars ucraïneses quan no són expressionistes. Va continuar component durant els anys setanta. Stefania Turkevich va morir el 8 d'abril de 1977 a Cambridge, Anglaterra.